# Mikel Mindegia
Mikel Mindegia, né en 1949 à Ezkurra (Navarre), est un champion de force basque. Il est sans aucun doute l'aizkolari (bûcheron) le plus titré au Pays basque , Il vit à Zubieta (Navarre).
Il a été sept fois champion du monde consécutivement.